# Heiliger Vitus im Kessel (Zeppelin Museum)

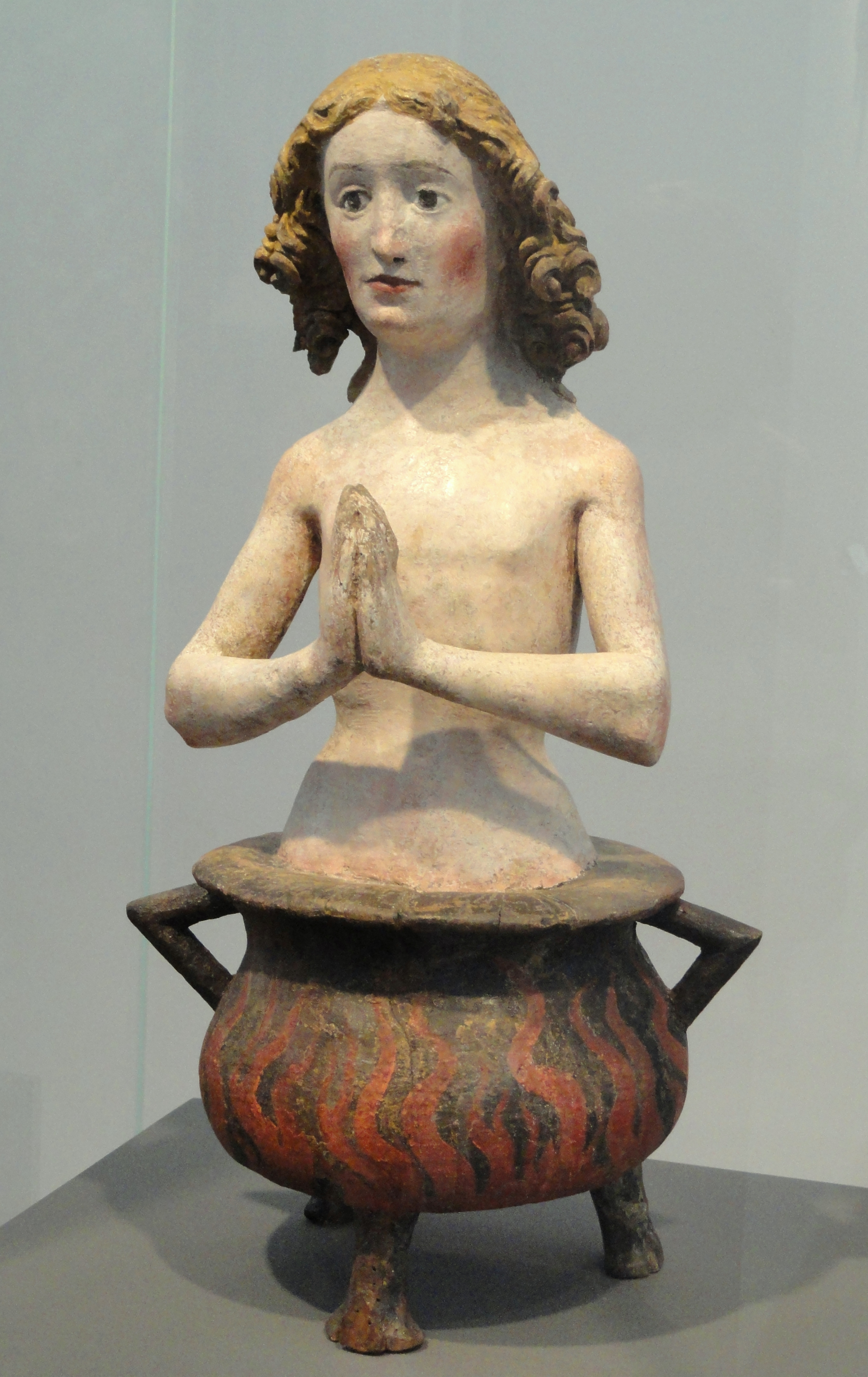
Heiliger Vitus im Kessel im Zeppelin Museum

Die oberschwäbische Holzskulptur Heiliger Vitus im Kessel im Zeppelin Museum (Inventarnummer: ZM 1955/9/S) in Friedrichshafen, einer Stadt im Bodenseekreis in Baden-Württemberg, wurde um 1500 geschaffen. 
In einem Kochkessel mit zwei Henkeln und drei Füßen steckt der bis zur Hüfte sichtbare, nackte Körper des heiligen Vitus. Seine Hände sind vor dem Körper zum Gebet gefaltet. Auf der Außenseite des Kessels sind aufgemalte Flammen zu sehen. 
Nach der Legende verlangte der römische Kaiser Diokletian von Vitus, seinen christlichen Glauben aufzugeben. Als dieser sich weigerte, wurde er in einen Kessel mit heißem Öl geworfen. Jedoch wurde er von Engeln gerettet, die ihn in seine Heimat Lukanien zurückbrachten. Dem heiligen Märtyrer Vitus kommt eine Vorbildfunktion zu für Standfestigkeit im Glauben, die allen Anfechtungen trotzt. 